# Monasterio de Shoreti
El monasterio de Shoreti (en georgiano: შორეთის მონასტერი) es un monasterio cristiano medieval ubicado en el sur de Georgia, en un valle rocoso en el municipio de Aspindza, Samtskhe-Javakheti. Se compone de varias estructuras, la iglesia principal, dedicada a San Jorge, que se construyó en varias fases entre los siglos VI-VII y XV. La iglesia, en ruinas, fue completamente reconstruida en 2018. Es notable por los adornos de mosaico e inscripciones medievales. Está inscrito en la lista de los Monumentos culturales inamovibles de importancia nacional de Georgia.

## Historia

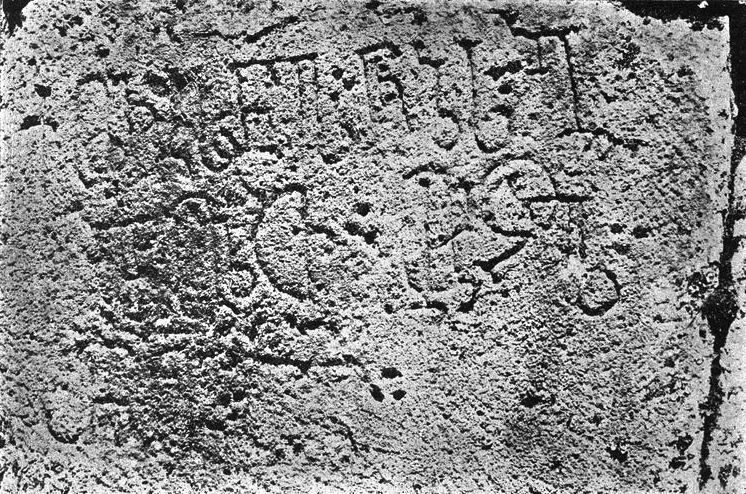
Una inscripción nuskhuri, donde se lee: "¡Señor, ten piedad de Nikoloz, jefe de los albañiles, amén!" (publicada en 1909).

El monasterio de Shoreti se encuentra ubicado en un barranco rocoso, a unos 6 km al noreste de la moderna aldea de Ota,en el municipio de Aspindza, y se puede acceder a él a través de un sendero todoterreno o una ruta de senderismo. El barranco, conocido como Aspindzis-Khevi, se encuentra en la provincia histórica de Mesjetia, en la frontera con Javakheti y Trialeti.
El monasterio solo se menciona ocasionalmente en los registros escritos. Su nombre original, y más correcto,  es Shorota (შოროთა), que aparece en las notas al margen del manuscrito del Evangelios de Vani del siglo XIII al XIV , así como en un documento fiscal otomano de 1595. El príncipe Vakhushti, al compilar su Descripción del Reino de Georgia en 1745, se refiere erróneamente al monasterio, abandonado en ese momento, como Shorapani. El estudiante francés de antigüedades caucásicas, Marie-Félicité Brosset, que visitó el monasterio en el nevado invierno de 1849, transcribe su nombre como "Choloth"; su guía, el noble georgiano musulmán Kiamyl-Beg, de Diasamidze, le proporcionó un nombre alternativo, "Taïdj". El nombre actual fue popularizado por el historiador Ekvtime Taqaishvili que exploró el monasterio medio arruinado en 1902. La negligencia y los terremotos llevaron al antiguo complejo monástico al borde de un colapso completo. Una serie de trabajos de conservación y estudios arqueológicos se llevaron a cabo entre 1986 y 2009, y finalmente, el edificio fue estudiado sistemáticamente y completamente reconstruido entre 2015 y 2018.

## Diseño
El monasterio consta de la iglesia principal, un campanario, un scriptorium, un fuerte con una pequeña capilla y celdas excavadas en la roca. La iglesia principal, ambientada en un plan basilicano de dos naves, es un edificio compuesto de dos pisos, ampliamente modificado, reconstruido y ampliado a lo largo de la historia. La primera fase de construcción, probablemente precedida por un santuario anterior del siglo VI al VII, está indicada por cursos de ladrillo en dos criptas y refectorios, así como una estela de piedra, con una cruz estilizada tallada, integrada en una puerta debajo del santuario. El piso superior es una sala alargada, internamente cruciforme. La planta baja tiene un porche en el sur. Un campanario, con nueve aberturas arqueadas de lados paralelos, forma una adición al porche, que se amplió para este propósito en el siglo XIV o XV. La fachada sur de esta estructura contiene una composición tripartita, en la que dos arcos, apoyados en una columna octogonal, forman una entrada, rematada por un tercer arco. Una pequeña capilla y un scriptorium anexos a la iglesia en el sur y el oeste, respectivamente, se construyeron en el siglo XII o XIII, cuando la iglesia parece haber sido ampliada y convertida en una laura.
La iglesia es notable por un mosaico bizantino con la representación de la Theotokos, que sobrevive como una concentración de teselas sueltas de mosaico, un adorno raro de la iglesia para el arte georgiano, con solo otros tres casos conocidos en Tsromi, Gelati y Martvili. La iglesia lleva varias inscripciones medievales georgianas. Una, en la fachada sur, menciona al jefe albañil Nikoloz; otra conmemora al católicos Mikel.